# Judaica Ukrainica
Judaica Ukrainica — міжнародний міждисциплінарний рецензований щорічний журнал, присвячений єврейській історії і культурі. Мови журналу — українська, англійська і російська. Видається з 2012 року як одне з видань Києво-Могилянської академії. З 2015 також є органом Української асоціації юдаїки.
Засновник і головний редактор видання — доцент кафедри історії НаУКМА, співкерівник магістерської програми з юдаїки в НаУКМА, президент Української асоціації юдаїки Віталій Черноіваненко. Серед членів редакційної колегії журналу: Норман Голб (США), Оля Гнатюк (Польща, Україна), Ярослав Грицак (Україна), Сергій Квіт (Україна), Іван Монолатій (Україна, Польща), Моше Росман (Ізраїль), Мирослав Шкандрій (Канада), Шауль Штампфер (Ізраїль), Наталя Яковенко (Україна).
Статті, подані до щорічника, проходять сліпе рецензування. Журнал приймає лише оригінальні тексти, що не друкувалися в інших виданнях.
Щорічник має кілька традиційних розділів, що охоплюють різні галузі єврейських студій: біблеїстика, єврейська думка, українсько-єврейські дискурси, єврейське мистецтво, джерела. У кожному номері міститься розділ рецензій. В окремі роки публікуються тематичні спеціальні випуски. Том за 2017 рік було присвячено сторіччю Революції 1917 року. Темою статей, включених до нього, передусім є доля євреїв України у революційну добу..
У журналі публікуються дослідники з України, Ізраїлю, США, Нідерландів, Росії тощо .